# Santa Catarina Ticuá
Santa Catarina Ticuá es una localidad del estado mexicano de Oaxaca. Es cabecera del municipio de Santa Catarina Ticuá.

## Demografía
| Censo | Población |
| ----- | --------- |
| 1900  | 1188      |
| 1910  | 1250      |
| 1921  | 1406      |
| 1930  | 1444      |
| 1940  | 1445      |
| 1950  | 1515      |
| 1960  | 1261      |
| 1970  | 1154      |
| 1980  | 473       |
| 1990  | 442       |
| 1995  | 444       |
| 2000  | 419       |
| 2005  | 552       |
| 2010  | 562       |
| 2020  | 592       |